# Marcelle de Jager
Marcelle de Jager (* 24. Januar 1996) ist ein südafrikanischer Leichtathlet, der sich auf den Zehnkampf spezialisiert hat.

## Sportliche Laufbahn
Erste internationale Erfahrungen sammelte Marcelle de Jager im Jahr 2022, als er bei den Afrikameisterschaften in Port Louis antrat, dort aber seinen Wettkampf vorzeitig beenden musste.
2022 wurde de Jager südafrikanischer Meister im Zehnkampf.

## Persönliche Bestleistungen
- Zehnkampf: 7314 Punkte, 30. April 2022 in Sasolburg